# Richard L. Heschl
Richard Ladislaus Heschl (Fürstenfeld, 5 luglio 1824 – Vienna, 26 maggio 1881) è stato un anatomista austriaco.

## Biografia
Nel 1849 conseguì il dottorato in medicina presso l'Università di Vienna, nel 1850 divenne "primo assistente" di Carl von Rokitansky (1804-1878). Nel 1854 fu nominato professore di anatomia presso la scuola medico-chirurgica di Olomouc e durante l'anno successivo diventò professore di anatomia patologica a Cracovia. Nel 1861 divenne professore presso la scuola medico-chirurgica di Graz (dal 1863 fu professore ordinario), nel 1864-65 fu rettore universitario. Nel 1875, ritornò presso l'Università di Vienna. Dopo la sua morte, la sua posizione a Vienna fu riempita da Hans Kundrat (1845-1893).
Heschl è accreditato come il primo medico a descrivere la circonvoluzione temporale trasversale, situata nella corteccia uditiva primaria.

## Opere
- Compendium der allgemeinen und speziellen pathologischen Anatomie, (1855).
- Sectionstechnik, (1859)
- Über die vordere quere Schläfenwindung, (1878)